# Attaque de Youwarou
Guerre du Mali
Batailles
L'attaque de Youwarou a lieu le 25 janvier 2018, pendant la guerre du Mali.

## Déroulement
Le 25 janvier 2018, la ville de Youwarou est attaquée par des djihadistes. L'assaut débute cinq heures du matin et les combats durent plusieurs heures. Cependant, les assaillants sont finalement repoussés par l'armée malienne.

## Pertes
L'armée malienne annonce dans un premier temps que deux soldats et cinq « terroristes » ont été tués. Le bilan est ensuite élevé à sept morts du côté des assaillants après la découverte de deux autres corps. Un soldat malien est également blessé.